# Inops potentem dum vult imitari perit
La locuzione latina Inops, potentem dum vult imitari, perit, tradotta letteralmente, significa "il debole, quando vuole imitare il potente, va in rovina" (Fedro).
È la morale della notissima favoletta esopiana dal titolo La rana crepata e il bue. La frase concorda con un'analoga sentenza di Publilio Siro: Ubi coepit ditem pauper imitari, perit (Quando il povero vuol fare il passo del signore, va certamente in rovina).
Originale e traduzione: